# 法勞萊普環礁
法勞萊普環礁是西太平洋島國密克羅尼西亞聯邦的環礁，屬於加羅林群島的一部分，位於沃萊艾環礁東北150公里，由3個島嶼組成，長4.1公里、寬3.0公里，土地面積0.42平方公里，潟湖面積2.34平方公里，2000年人口221。

## 外部連結
- Entry at Oceandots.com （页面存档备份，存于）